# Aethia pygmaea
Aethia pygmaea là một loài chim trong họ Alcidae.

## Hình ảnh

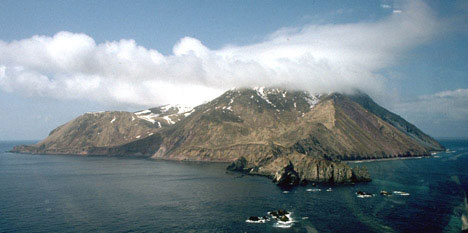
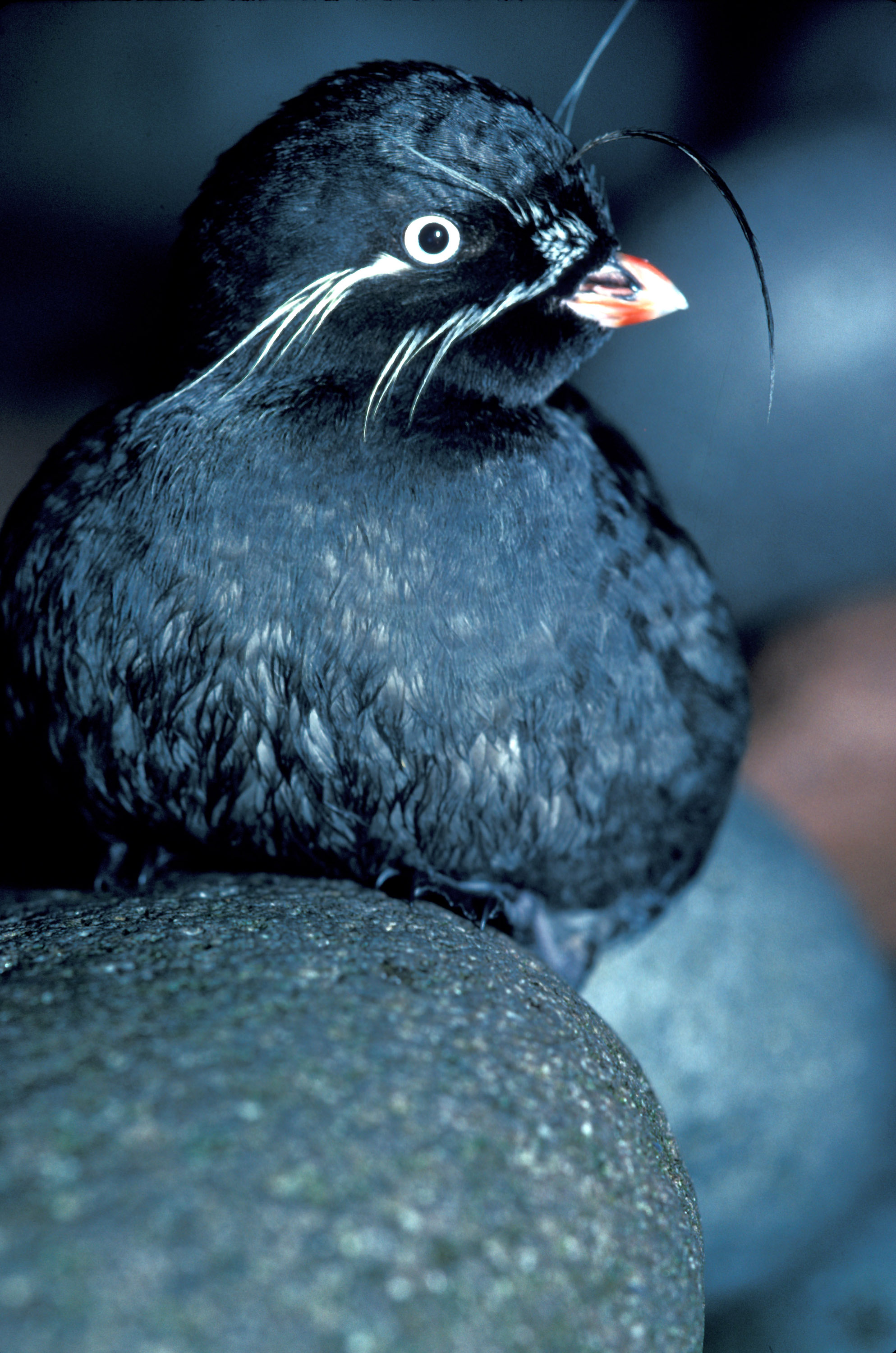